# 532
Раннє Середньовіччя. У Східній Римській імперії триває правління Юстиніана I. Наймогутнішими державами в Європі є Остготське королівство на Апеннінському півострові та Франкське королівство, розділене на частини між синами Хлодвіга. У Західній Галлії встановилося Бургундське королівство. Іберію та частину Галлії займає Вестготське королівство, Північну Африку — Африканське королівство вандалів та аланів, у Тисо-Дунайській низовині лежить Королівство гепідів. В Англії розпочався період гептархії.
У Китаї період Північних та Південних династій. На півдні править династія Лян, на півночі — Північна Вей. В Індії правління імперії Гуптів. У Японії триває період Ямато. У Персії править династія Сассанідів.
На території лісостепової України в VI столітті виділяють пеньківську й празьку археологічні культури. VI століття стало початком швидкого розселення слов'ян. У Північному Причорномор'ї співіснують різні кочові племена, зокрема гуни, сармати, булгари, алани.

## Події
- 13 січня в Константинополі вибухнув найбільший бунт за історію міста. Він розпочався з сутички на іподромі між прихильниками блакитної та зеленої партій і поширився на все місто. Велика частина будівель була зруйнована. Велізарій придушив бунт через тиждень. Загинуло до 30 тис. людей.
- 23 лютого імператор Юстиніан I звелів відбудувати Святу Софію так, щоб вона була окрасою імперії. Архітекторами він обрав Ісидора Мілетського та Анфемія Тралльського. Матеріали на будівництво звозили з усієї імперії.
- У вересні Юстиніан I підписав з персами вічний мир. Обидві сторони погодилися відійти на довоєнні позиції, Візантія виплатила 11 тис. фунтів золота на оборону кавказьких перевалів.
- Франки на чолі з Хільдебертом I напали на Бургундське королівство й розбили короля Годомара біля Отена.
- Помер Папа Римський Боніфацій II.

## Померли
- Боніфацій II, Папа Римський.